# Весёлое Второе
Весёлое Второе (укр. Веселе Друге) — село в Аскания-Новой поселковой общине Каховского района Херсонской области Украины.
Население по переписи 2001 года составляло 100 человек. Почтовый индекс — 75234. Телефонный код — 5538. Код КОАТУУ — 6525484702.

## Местный совет
75234, Херсонская обл., Чаплинский р-н, с. Хлебодаровка, ул. И. Кудри, 10